# Canyut
El canyut, mànec, ganivet o navalla (Solen marginatus) és una espècie de mol·lusc bivalve de la família Solenidae.

## Descripció
Conquilla fràgil, quasi cilíndrica, oberta pels dos extrems, amb un marge ventral punxegut de color gris marronós. Té un solc profund prop del marge anterior amb dues sèries d'estries. El màxim de llargada és de 13 cm i normalment fan de 10 a 11 cm.
Arriba a fer més de 12 cm de llarg i és difícil de pescar però és molt apreciat en la cuina i considerada un marisc.

## Distribució
Viu en platges, fons sorrencs i fangosos en aigües superficials (zona infralitoral). És una espècie molt comuna al mar Mediterrani, Mar del Nord, Canal de la Mànega i Atlàntic Nord. La degradació progressiva dels biòtops l'afecta.

## Biologia
Els sexes estan diferenciats i és una espècie ovípara. S'alimenta de fitoplàncton i partícules de matèria orgànica en suspensió. Fa forats als fons marins que arriben a fer 50 cm de fondària. Se'l pesca introduint grans de sal als seus forats.